# Carlingwark Loch
Carlingwark Loch ist ein Süßwassersee in den schottischen Lowlands in der Council Area Dumfries and Galloway.

## Geschichte
Zahlreiche Funde belegen die historische Besiedlung des Carlingwark Loch. Zu den Funden im Zuge der Seespiegelabsenkung 1765 zählen unter anderem ein Sandsteinbeil sowie zwei Einbäume. Von den vier kleinen Inseln des Sees wurden zwei als künstliche, aus Buchenwerk aufgeworfene Inseln identifiziert (Crannógs). Möglicherweise waren sind einst befestigt. Am Südwestufer des Carlingwark Loch befand sich vermutlich einst ein Galgen. Beim Bau der B736, die teilweise die Trasse einer älteren Militärstraße nutzt, wurde an dieser Stelle in einer flachen Grube Knochen aufgefunden, die vermutlich von den Gehängten stammen.
Auf Threave Island, einer Flussinsel im Dee gegenüber der Einmündung des Carlingwark Lane Canals, befindet sich die Ruine von Threave Castle. Das Tower House ließ Archibald der Grimmige im späten 14. Jahrhundert errichten. Nach einer Belagerung 1640 wurde der Wehrbau weitgehend aufgegeben. Das Herrenhaus Threave House südwestlich des Sees entstand 1872. Bekannt ist es auch wegen der heute öffentlich zugänglichen Threave Gardens.

## Beschreibung
Der Carlingwark Loch liegt am Südrand von Castle Douglas. Der 1,1 Kilometer lange und maximal 500 Meter breite See ist unter anderem über die B736 an zwei Ufern erschlossen. Hauptzufluss ist der am Süfufer einmündende Gelston Burn. Der längliche Carlingwark Loch nimmt eine Fläche von 40 Hektar ein und besitzt einen Umfang von rund vier Kilometern. Sein Volumen von 0,83 Mio. Kubikmetern ergibt sich aus einer mittleren Tiefe von 2,1 Metern. Maximal weist der See eine Tiefe von 5,2 Metern auf. Sein 13,82 Quadratkilometer bedeckendes Einzugsgebiet erstreckt sich vornehmlich nach Süden. Im Wesentlichen umfasst es Gras- (63 %) und Ackerflächen (14 %), während Grundwasser 3 % des Zuflusses ausmacht. Der rund zwei Kilometer lange Carlingwark Lane Canal geht vom Nordwestufer ab und verbindet den Carlingwark Loch mit dem Dee, der über die Kirkcudbright Bay in den Solway Firth entwässert.

## Carlingwark Lane Canal
Alexander Gordon of Culvennan ließ den Carlingwark Lane Canal im Jahre 1765 einrichten. Ziel war der Anschluss des Sees an den Dee, um so eine schiffbare Verbindung zwischen Castle Douglas und New Galloway zu schaffen. Ein weiterer Kanal zwischen New Galloway und dem Water of Ken wurde in diesem Zuge erforderlich. Bauernhöfe entlang des Schiffswegs wurden mit Mergel, der von den freigelegten Uferflächen des abgesenkten Carlingwark Lochs abgebaut wurde, versorgt. Um 1840 wurde die Nutzung des Carlingwark Lane Canals eingestellt. Der nahezu geradlinig verlaufende Kanal weist eine Länge von 2,1 Kilometern auf.

## Threave and Carlingwark Loch SSSI
Carlingwark Loch ist Teil einer beinahe 300 Hektar umfassenden, 1986 ausgewiesenen Site of Special Scientific Interest (SSSI), die Teil der Special Protection Area (SPA) „Loch Ken and River Dee Marshes“ ist. So überwintern verschiedene Gänse- und Entenarten in diesem Gebiet, darunter mindestens 1 % der britischen Graugänse. Insbesondere die Grönland-Blässgans ist hervorgehoben. Außerdem ist es ein Brutgebiet für Zwergtaucher, Wasserrallen, Löffelenten und Höckerschwäne. Es handelt sich um das einzige Verbreitungsgebiet einer einzelnen Spezies von Schnabelkerfen auf Großbritannien nördlich der Midlands. Die Niedermoore sind des Weiteren Verbreitungsgebiet verschiedener seltener Pflanzenspezies.